# Staffan Normark

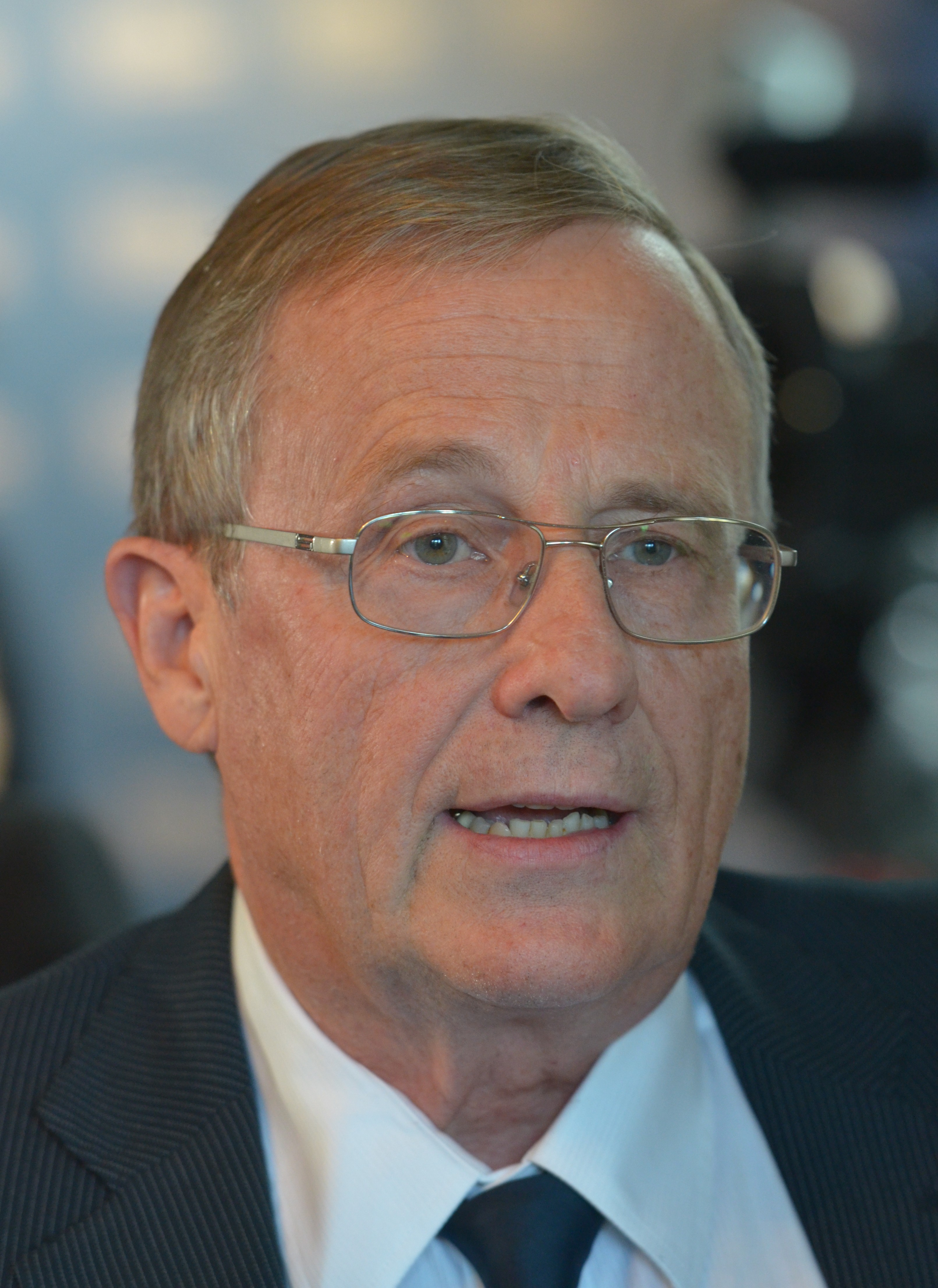
Staffan Normark (2012)

Staffan Normark (* 28. Februar 1945 in Umeå) ist ein schwedischer Mikrobiologe am Karolinska Institutet und Wissenschaftsfunktionär.
Normark erwarb 1966 an der Universität Umeå einen Bachelor in Medizin und 1971 einen Dr. med. ebendort. Professuren für Mikrobiologie hatte er von 1980 bis 1989 an der Universität Umeå inne, von 1989 bis 1993 an der Washington University und ab 1993 am Karolinska Institutet. 2012 wurde er emeritiert, ist aber weiter in der Arbeitsgruppe seiner Frau, Birgitta Henriques Normark, wissenschaftlich aktiv.
Staffan Normark befasste sich wissenschaftlich mit der Erforschung von Pathogenitäts- und Resistenzfaktoren verschiedener Bakterien und den Interaktionen zwischen Bakterien und ihren jeweiligen Wirten. So forschte er zu den AmpC-β-Lactamasen von Escherichia coli, zu den Mechanismen, die die Anheftung von Bakterien an Schleimhautzellen erlauben (darunter Pili), und zu der molekularen Pathogenese von Infektionen mit Pneumokokken.
Ab Mitte der 1990er Jahre gehörte Normark zur 50-köpfigen Nobelversammlung am Karolinska Institutet, von 1996 bis 2001 auch zum 5-köpfigen Nobelkomitee (siehe Nobelpreis für Physiologie oder Medizin#Institutionen). Von 1999 bis 2005 war er Präsident der staatlichen schwedischen Stiftelsen för strategisk forskning (Stiftung für strategische Forschung). Von 2010 bis 2015 war er ständiger Sekretär der Königlich Schwedischen Akademie der Wissenschaften.
Staffan Normark ist seit 1987 Mitglied der Königlich Schwedischen Akademie der Wissenschaften, seit 1997 ordentliches Mitglied der Academia Europaea und seit 2019 ausländisches Mitglied der National Academy of Sciences. 2018 erhielt er die Robert-Koch-Medaille.